# Ice Spice
Ајсис Најџа Гастон (енгл. Isis Naija Gaston; Њујорк, 1. јануар 2000), позната као Ice Spice (транскр.  Ајс Спајс), америчка је реперка.

## Биографија
Рођена је 1. јануара 2000. године у Бронксу, где је и одрасла. Најстарије је од петоро деце оца Афроамериканца и мајке Доминиканке. Пошто су јој родитељи били често заузети послом, време је проводила са бабом, дедом и рођацима. Са седам година заволела је хип-хоп када је почела да слуша репере попут Lil' Kim, Ники Минаж и других, док је од основне до средње школе писала поезију и репове у слободном стилу. Изјаснила се да је бисексуалног опредељења.

## Дискографија
Студијски албуми
- (2024)[9]

Мини-албуми
- (2023)